# KMN Gang
Die KMN Gang ist eine Hip-Hop-Crew aus Dresden, bestehend aus den Rappern Azet, Zuna und Albi, wobei der Rapper Noah als Supporter fungiert. Die Crew wurde 2010 von Azet, Nash und Insider gegründet.

## Geschichte
Die beiden Rapper Nash und Azet lernten sich bereits in der Grundschule im Stadtteil Prohlis in Dresden kennen. Sie sind Kinder von Einwanderern aus Krisengebieten und lebten auch in Deutschland in ärmlichen Verhältnissen. Als Jugendlicher wurde Nash Teil der Amateur-Rap-Crew Ghetto Stars, der sich Azet wenig später ebenfalls anschloss. Nach Misserfolgen wurde die Gruppe jedoch wieder aufgelöst.
Nach einem halben Jahr Abwesenheit gründeten Azet und Nash schließlich gemeinsam mit dem Rapper Insider eine neue Gruppe, welche sie KMN Gang nannten. Das 2010 erste veröffentlichte Mixtape der Gruppe mit dem Titel KMN Gang konnte sich lediglich einhundert Mal verkaufen. Nach Veröffentlichung des Mixtapes wurde der Rapper Zuna, welcher bis dahin Teil der Gruppe Hart am Limit war, ebenfalls ein Mitglied der KMN Gang. Es folgten mehrere Alben, die jedoch nicht veröffentlicht wurden.
Den Durchbruch erreichte die Rap-Crew im Jahr 2015 mit der Veröffentlichung des Tracks Fuck the Police. Mit den nun folgenden EPs Fast Life und Richtung Paradies konnten Azet und Zuna einen Achtungserfolg feiern.
Im Juli 2016 stieß Miami Yacine zur Gruppe. Sein erster veröffentlichter Song Kokaina wurde vom Bundesverband Musikindustrie mit einer goldenen Schallplatte ausgezeichnet, kam auf Platz 16 in den deutschen Single-Charts und hat auf YouTube 215 Millionen Aufrufe (Stand: März 2025), womit es der zweiterfolgreichste Deutschrap-Song auf YouTube ist.
Zuna konnte 2017 mit seinem Album Mele 7 Platz 2 der deutschen Albumcharts, sowie mit seiner Single Nummer 1 Platz 7 erreichen.
Miami Yacine chartete 2017 mit seiner Single Bon Voyage auf Platz 5.
Am 30. Juni 2018 erschien ihre gemeinsame Single KMN Member, die sich auf Platz 11 der deutschen Charts platzierte.
2020 wurde der Rapper Albi, jüngerer Bruder von Azet, das fünfte Mitglied der KMN Gang, nachdem er bereits seit 2016 eng mit der Gruppe zusammengearbeitet hatte.
Im Laufe des Jahres 2022 gaben sowohl Nash als auch Miami Yacine aufgrund von internen Differenzen ihre Trennung von der Gruppe bekannt.